# Profundidad cueing
La profundidad cueing es un recurso que se utiliza para poder visualizar mejor la profundidad que hay entre dos puntos en un trabajo de vistas en alzado o sección, utilizadas normalmente en proyectos arquitectónicos. Estos dos tipos de vistas crean confusión sobre la lejanía o la cercanía de dos elementos entre sí, y gracias a este recurso, podemos llegar a deducir o saber esta distancia ya que crea un efecto degradado de desvanecimiento.

## Cómo funciona
Este efecto visual nos proporciona información visual sobre la distancia que hay entre dos puntos o dos elementos concretos dentro de un "plano" sobre arquitectura o corporativa. Se construye a partir de diferentes deslizantes de profundidad: el de inicio y el de final. El control del deslizante de inicio controla la distancia a la que comienza la fusión; todo lo que se encuentre frente a esta distancia no se tendrán en cuenta. Se tendría que mover este control deslizante hasta que las funciones más avanzadas de su modelo aparezcan con la máxima intensidad. El control deslizante Profundidad de final, en cambio, controla la distancia a partir de la cual todo desaparecerá. Se tendría que mover el control para cambiar la rapidez que se produce la fusión en el fondo.

## Dónde se utiliza[3]
Este efecto visual digital se utiliza básicamente en proyectos sobre arquitectura. En este campo, existen 3 formas representar e interpretar un edificio o un recinto para que pueda ser construido o estudiado debidamente. Son tres tipos de dibujo diferentes:

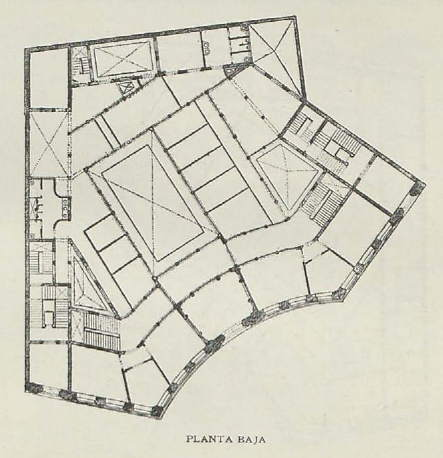
Ejemplo de plano en el mundo arquitectónico.

#### Plano
Un plano es una sección horizontal a través de un objeto. Para un edificio normalmente tomamos esta sección a unos cuatro pies del piso. De esa manera podemos capturar cualquier ventana en la sección y comprender mejor la naturaleza del espacio dentro del edificio.

#### Alzado (o elevación)
Los planos de elevación tienden a aplanar un objeto que tiene salientes tridimensionales porque es una proyección sobre una superficie paralela colocada delante del objeto. En consecuencia, para ver las proyecciones de una ventana de bahía o un pórtico se requerirá más de una elevación para describir completamente el objeto.

#### Sección
Una sección es un corte vertical a través de un edificio con una mitad removida para que podamos mirar dentro. El siguiente dibujo de Giovanni Battista Piranesi muestra una sección cortada a través de un acueducto romano. El dibujo seccional se produjo al imaginar que una motosierra gigante cortaba la estructura para poder verla desde un lado.
Estas son las 3 maneras de dibujar un espacio arquitectónico, pero en solo dos de elles se puede utilizar este efecto de profundidad cueing: en la vista en alzado y sección.